# 여계 묘역
여계 묘역(呂稽墓域)에는 함양 여씨의 선조인 숭의랑공 여계의 묘가 위쪽에 있고 그 아래쪽에 부인의 묘가 있다.

## 개요
함양여씨묘역에는 함양 여씨의 선조인 숭의랑공 여계(呂稽)의 묘가 위쪽에 있고 그 아래쪽에 부인의 묘가 있다.
함양 여씨의 시조는 중국 내주 사람 여어매(呂御梅)인데, 그는 원래 당나라의 한림학사를 역임하였으며, 황소의 난을 피하여 신라 헌강왕 3년(877) 신라에 귀화하였다. 경상북도 성주군 벽진면에 정착하여 살았고, 고려시대에는 공조전서를 지냈다.
여계는 고려 말에서 조선 초기 병조판서를 지낸 여칭(呂稱, 1351～1423)의 아들이며, 태종 때에 호조좌랑ㆍ호조참판 등을 역임하였다. 세종 3년(1421)에 세상을 떠났으며, 세종 10년(1428)에 이곳에 묘소를 마련하였다. 부인은 청송 심씨로 당시 정승을 지낸 심백덕의 손녀이며, 판사를 지낸 심의구의 딸이다.

## 같이 보기
- 여계

## 참고 문헌
- 여계 묘역 - 국가유산청 국가유산포털
- 본 문서에는 서울특별시에서 지식공유 프로젝트를 통해 퍼블릭 도메인으로 공개한 저작물을 기초로 작성된 내용이 포함되어 있습니다.